# Vareje
Vareje este o localitate din comuna Divača, Slovenia, cu o populație de 34 de locuitori.